# Inquire
Inquire ist eine deutsche Progressive-Rock-Band aus dem Köln/Düsseldorfer Raum (Leichlingen).

## Bandgeschichte
Inquire wurde 1996 von Dieter Cromen (Gitarre/Gesang), Thomas Kohls (Schlagzeug) und Robert Köhler (Keyboards) gegründet. Kurz nach der Gründung stieß Michael Eckert (Bass) zur Band. Vorherige Bands der Musiker waren unter anderem Trespass, Tokio und Kampai, die auf lokaler Ebene beachtliche Erfolge verzeichnen konnten. So produzierte beispielsweise die Band Trespass (mit Dieter Cromen und Thomas Kohls) 1986 in Zusammenarbeit mit dem WDR einen Videoclip, der in der  Sendung „Aktuelle Stunde“ ausgestrahlt wurde.
Anfangs bestand das Live-Programm von Inquire fast ausschließlich aus Coversongs, unter anderem von Camel, ELP und IQ.
1998 begannen Inquire dann eigene Stücke zu schreiben, als 1999 alle Songs fertiggestellt waren, wurde das  Album Inquire Within in nur fünf Tagen unter Livebedingungen im So Far Studio in Solingen eingespielt.
Im Jahr 2000 gab es dann eine personelle Umbesetzung, Uli Mückenheim ersetzte Michael Eckert am Bass.
Hört man auf Inquire Within noch deutlich die musikalischen Einflüsse von Inquire, so ändert  sich das schon mit der nächsten CD, The Neck Pillow aus dem Jahr 2000. Mit dem Werk Neck Pillow, zu Deutsch Die Bettwurst, entstanden die ersten Konzeptstücke von Inquire. Auch musikalisch entwickeln Inquire auf dem Album langsam ihren eigenen Stil.  Neck Pillow ist im Übrigen die musikalische Wiedergabe des deutschen Films Die Bettwurst von Rosa von Praunheim aus dem Jahr 1970. Der Film hat die Musiker derart beeindruckt, dass schon früh die Idee entstand, den Film musikalisch wiederzugeben.
Im Jahr 2001 entstand das Album Das Auge ist der erste Kreis, es beinhaltet verschiedene Live-Aufnahmen und bis dahin unveröffentlichtes Studiomaterial. Die CD ist eine reine Eigenproduktion und wurde für alle Hardcore-Fans von Inquire aufgenommen.
Nach zwei Jahren äußerst kreativer Arbeit entstand das Material für das vierte Inquire-Album, Melancholia. Basierend auf dem Buch von Jean-Paul Sartre Der Ekel entstand das erste Konzeptalbum von Inquire. Melancholia ist auch das erste Album, das in Zusammenarbeit mit Musea Records veröffentlicht wurde. Als Bonus enthält Melancholia eine zweite CD mit dem Titel Long live Rock and Roll. Es ist die Inquire-Version der dritten Orgelsymphonie von Louis Vierne, die zwischen 1906 und 1919 komponiert wurde.
Kurz nach der Veröffentlichung  von Melancholia im Jahr 2003 zeichnete sich ab, dass sich die Wege der Inquire-Musiker trennen würden. Dies hatte hauptsächlich berufliche und familiäre Gründe.
Im Frühjahr 2009 trafen sich die drei Gründungsmitglieder von Inquire und beschlossen eine Reunion der Band. Seit Mai 2009 arbeitet Inquire wieder an altem und neuem Material. In absehbarer Zeit soll die fünfte Inquire-CD aufgenommen werden.
Dieter Cromen verstarb am 14. September 2015.

## Diskografie
- 1999 Inquire Within (Eigenproduktion)
- 2000 The Neck Pillow (Eigenproduktion, Vertrieb über Musea Records)
- 2001 Das Auge ist der erste Kreis (Eigenproduktion)
- 2003 Melancholia (Doppel-CD, Musea Records)